# Seznam osebnosti iz Občine Šentjur
Seznam osebnosti iz Občine Šentjur vsebuje osebnosti, ki so se tu rodile, delovale ali umrle.

## Književnost
- Matija Vodušek, nabožni pisatelj in narodni buditelj (1802, Vodule – 1872, Celje)
- Jožef Hašnik, pesnik in duhovnik (1811, Trbonje – 1883, Šentjur)
- Dragotin Ferdinand Ripšl, pesnik in kronist (1820, Šentjur – 1887, Videm)
- Franc Valentin Slemenik, pisatelj in časnikar (1843, Šentjur – 1871, Dunaj)
- Jakob Palir, nabožni pisatelj (1866, Zibika – 1957, Dobrina, Šentjur)
- Ana Wambrechtsamer, nemško-slovenska pisateljica (1897, Planina pri Sevnici – 1933, Gradec)
- Borivoj Wudler, pisatelj in slikar (1932, Slovenj Gradec – 1981, Šentjur)
- Drago Medved, pisatelj, novinar, slikar, urednik in publicist (1947, Ponikva – 2016, Nova Cerkev)

## Religija
- Anton Martin Slomšek, škof, pisatelj, pesnik, pedagog in blaženi (1800, Uniše – 1862, Maribor)
- Rafko Vodeb, teolog in filozof (1922, Dolenja vas pri Artičah -  2002, Maribor)
- Valentin Orožen, duhovnik in pesnik (1808, Podgrad pri Šentjurju – 1875, Okorina)
- Tomaž Mraz, duhovnik in nabožni pisatelj (1826, Ponikva – 1916, Gradec)
- Franc Žličar, duhovnik in prevajalec (1839, Šentjur – 1867, Slivnica pri Celju)
- Ivan Kolarič, duhovnik in pesnik (1869, Gorišnica – 1894, Dramlje)
- Marija Kodrič, redovnica in inženirka agronomije (1911, Črnolica – 1997)
- Janez (Ivan) Kranjc, duhovnik in mučenec (1914, Voglajna – 1941, Ervenik, Hrvaška)
- Karel Gržan, duhovnik (1985, Celje)

## Humanistika in znanost
- Jožef Lamberg, pedagog, prefekt (1694, Dobrina, Šentjur – 1758, Bratislava)
- Mihael Zagajšek, slovničar, slovaropisec, prevajalec, duhovnik in nabožni pisatelj (1739, Zagaj pri Ponikvi – 1827, Šentvid pri Grobelnem)
- Alojz Perger, zgodovinar, leksikograf, narodni buditelj (1776, Gorica pri Slivnici – 1839, Norički Vrh)
- Blaž Kocen, geograf in kartograf (1821, Hotunje – 1871, Dunaj)
- Avguštin Kukovič, teolog in filozof (1849, Šentjur – 1899, Maribor)
- Davorin Lesjak, učitelj, planinec in narodni delavec (1872, Slivnica pri Celju – 1946, Ruše)
- Ernest Vranc, učitelj (1899, Ponikva – 1961, Maribor)
- Robert K. Grasselli, ameriško-slovenski kemik (1930, Celje – 2018, München, Nemčija)
- Franc Jakopin, jezikoslovec, slavist, slovaropisec in imenoslovec (1921, Dramlje – 2002, Ljubljana)
- Slavko Fidler, agronom, ravnatelj, pesnik, pisec učbenikov (1928, Ponikva – 2012, Maribor)
- Stanko Buser, geolog, univerzitetni profesor, poslanec in diplomat (1932, Boletina – 2006, Slovenj Gradec)
- Igor Grdina, zgodovinar, literarni zgodovinar in libretist, znani meščan Šentjurja (1965, Celje)
- Jože Grasselli, matematik (1924, Jakob pri Šentjurju – 2016)

## Umetnost
- Jurij Hladnik, klarinetist (1974, Celje)
- Benjamin Ipavec, skladatelj in zdravnik (1829, Šentjur, 1908 – Gradec)
- Gustav Ipavec, skladatelj in zdravnik (1831, Šentjur – 1908, Šentjur)
- Janko Narat - Jenki, glasbenik, humorist in kantavtor (1973, Planina pri Sevnici)
- Josip Ipavec, skladatelj in zdravnik (1873, Šentjur – 1921, Šentjur)
- Franc Raztočnik, zborovodja in organist (1908, Šentjur – 1989)
- Štefka Drolc, igralka in pedagoginja (1923, Ponikva – 2018, Ljubljana)
- Rajko Ranfl, fotograf, portretist, krajinar, novinar, snemalec, režiser (1937, Šentvid pri Planini – 2017, Ljubljana)
- Ana Pusar Jerič, sopranistka (1946, Šentjur)
- Urška Arlič Gololičič, operna pevka, znana meščanka Šentjurja (1980, Celje)

## Politika in pravo
- Jožef Šuc, publicist in politik (1837, Ponikva – 1900, Šmartno pri Slovenj Gradcu)
- Hugo Berks,  vitez, politik (1841, Ogulin, Hrvaška – 1906, Goričica, Šentjur)
- Franc Župnek, pravnik (1860, Šedina – 1938, Ljubljana)
- Josip Zdolšek, pravnik (1876, Ponikva – 1932, Vransko)
- Jože Korže, slovenski strojni delovodja in politik (1950)
- Jernej Stante, pravnik, pesnik in dramatik (1900, Šentjur – 1966, Ljubljana)
- Jurij Malovrh, politik, vinar, župan Občine Šentjur (1946)
- Robert Polnar, politik, nekdanji podžupan Občine Šentjur (1960)
- Štefan Tisel, politik in zdravnik, župan Občine Šentjur (1954)
- Jelka Godec, slovenska fizičarka in političarka (1969, Celje)
- Oto Pungartnik - diplomat, veleposlanik Republike Slovenije v Združenih arabskih emiratih
- Marko Diaci, slovenski politik, župan Občine Šentjur (1971)

## Vojska
- Franjo Malgaj, častnik, pesnik in borec za severno mejo (1894, Hruševec pri Šentjurju – 1919, Tolsti Vrh)
- Miloš Zidanšek, partizan, politični delavec, prvoborec in narodni heroj (1909, Straža na Gori pri Dramljah – 1942 Hribarjevo, Velike Bloke)
- Angel Besednjak, partizan in narodni heroj (1914, Branik – 1941, Javorje)
- Dušan Kveder, španski borec, partizan, general, politični komisar, prvoborec in narodni heroj (1915, Šentjur – 1966, Beograd)

## Ostalo
- Josip Gorišek, doktor medicine (pred 1810, Planina pri Sevnici – 1856, Planina pri Sevnici)
- Karel Gorišek, tiskar in založnik (1823, Šentvid pri Planini – 1871, Dunaj)
- Franc Guzaj, kriminalec in junaški izobčenec (1839, Primož pri Šentjurju – 1880, Košnica pri Celju)
- Josip Vrečko, gospodarski delavec (1856, Žegar – 1931, Celje)
- Josip Povalej, narodnjak (1869, Primož pri Šentjurju – 1944, Beograd)
- Vladimir Kuret, vinarski in sadjarski strokovnjak, pisatelj (1888, Šmarje, Koper – 1962, Šentjur)
- Stane Stergar, okulist (1915, Hotunje – 1998, Ljubljana)
- Antun Kropivšek, hrvaški gimnastičar (1925, Šentjur – 2013, Zagreb))
- Alfred Brežnik, elektroinženir in častni generalni konzul Republike Slovenije v Avstraliji (1937, Šentjur)
- Tine Lah, ekonomist, pedagog in publicist (1918, Ponikva – 2014)
- Vinko Vovk, profesor matematike in podjetnik (1919 Bezovje pri Šentjurju – 1970, Tucson, Arizona)
- Anžej Dežan, pevec (1987, Šentjur)